# 이용범 (1907년)
이용범(張學燁, 1907년 10월 30일~1968년 7월 4일)은 대한민국의 교육인, 기업인, 정치인이다. 제3·4대 국회의원을 지냈다.

## 생애
1907년에 경상남도 창원군에서 태어났고, 아명은 이범이(李範伊)며, 1936년 개명했다.

### 기업인 시절
1923년 일본 규슈로 건너가 20년 동안 탄광의 인부로 생활 후, 강원도에서 광산업에 종사했다. 8.15 광복 후 대동공업주식회사를 설립하여, 건축, 물류, 제재, 철공, 토목 등의 사업을 했다. 대동공업주식회사 출장소를 부산에 두고, 부산시내나 근교에 주둔하는 주한미군 부대의 건설을 담당해서, 엄청난 돈을 벌었다. 6.25 전쟁 때 장비를 사 모았고, 전후에 전국의 재해 복구 시설의 절반을 담당했다.

### 정치인 시절
1954년 제3대 국회의원 선거에서, 자유당 후보로 경상남도 창원군 을 선거구에 출마하여, 현역 지역구 국회의원인 무소속 김봉재 후보를 꺾고 당선됐다. 이후 자유당 경상남도당 부위원장 및 위원장, 대동육영회 이사장, 자유당 중앙위원 등으로 활동했다. 1958년 제4대 국회의원 선거에서도, 자유당 후보로 같은 선거구에 출마하여, 당선됐다. 하지만 1960년 제5대 국회의원 선거에서, 무소속으로 같은 선거구에 출마하였으나, 무소속 김봉재 후보에 밀려 낙선했다. 1961년 3.15 부정선거 가담을 이유로, 반민주행위자공민권제한법에 의해 공민권이 제한되었을 뿐만 아니라, 부정축재 혐의로 기소됐다. 5.16 군사정변 이후, 국가재건최고회의가 제정한 정치정화법에 묶여, 정치 활동이 금지됐다. 1963년 제6대 국회의원 선거 이후 해금됐다. 1967년 제7대 국회의원 선거에서, 자유당 후보로 경상남도 창원군 - 진해시 선거구에 출마하였다가, 중도 사퇴했다.

## 역대 선거 결과
|  | 61.29% |

|  | 67.86% |

|  | 15.28% |

|  | 0% |